# كوبا ليبرتادوريس 1994
كأس ليبرتادوريس 1994 هو موسم من كأس ليبرتادوريس. أقيم خلال الفترة 13 فبراير 1994 وحتى 31 أغسطس 1994، وشارك فيه 21 فريقاً، وفاز فيه فيليز سارسفيلد.

## النهائي
تنافس في المباراة النهائية الفريق الأرجنتيني فيليز سارسفيلد (الذي لعب أول نهائي له على الإطلاق) والبرازيلي ساو باولو. مباراة الذهاب، التي أقيمت في ملعب خوسيه أمالفيتاني، فاز فيها فيليز على ساو باولو 1-0 في حين فاز ساو باولو في مباراة الإياب التي أقيمت في ملعب مورومبي بنفس النتيجة. نظرًا لتعادل كلا الفريقين في النقاط وفارق الأهداف، تم إجراء ركلات الترجيح التي فاز بها بها فيليز سارسفيلد ليحقق أول لقب له في كأس ليبرتادوريس.